# 프리트비라자 3세
프리트비라자 3세(재위: 1177~1192년) 또는 프리트비라지 차우한, 라이 피토라는 차우한(차하마나) 왕조의 왕으로 사파달라크샤 영토를 통치했으며 수도는 오늘날의 라자스탄주 아즈메르에 자리 잡고 있었다. 서기 1177년 미성년자로서 왕위에 오른 프리트비라지는 북쪽의 타네사르에서 남쪽의 자하즈푸르(메와르)에 이르는 왕국을 물려받았고, 이웃 왕국들에 대한 군사적 행동을 통해 왕국을 확장하고자 했으며, 특히 찬델라 왕조를 격파하는 데 큰 공을 세웠다.
프리트비라즈는 여러 라지푸트 왕들의 연합군을 이끌고 1191년 타라오리 근처에서 고르 제국의 무함마드가 이끄는 고르 군대를 격파했지만, 1192년 무함마드는 튀르크 기마 궁수 군대를 이끌고 돌아와 같은 전장에서 라지푸트 군대를 격파했다. 프리트비라지는 생포되어 즉결 처형되었지만, 그의 작은 아들 고빈다라자는 무함마드에 의해 아즈메르의 꼭두각시 통치자로 복권되었다. 타라인에서의 패배는 이슬람의 인도 정복에 있어 획기적인 사건으로 여겨지며, 특히 프리트비라즈 라소의 기록처럼 여러 반전설적인 기록에 묘사되어 있다.